# Quindici (rivista)
"Può sembrare che nel nostro giornale la LETTERATURA  abbia una parte preponderante ma il lettore vedrà che anche la letteratura è un punto di partenza per affrontare nella maniera più lucida possibile tutti gli aspetti - culturali e politici -  della CONSERVAZIONE LINGUISTICA"
Quindici, nata a Roma nel 1967 e terminata nel 1969, fu una rivista mensile di diffusione culturale di massa.

## Storia
Tra le riviste ufficiali del Gruppo 63 nacque a Roma, nel giugno del 1967, la rivista "Quindici" con  Alfredo Giuliani come direttore responsabile (che lascerà la direzione con il n. 15 sostituito da Nanni Balestrini che era già il direttore editoriale).
In tempi differenti, alla redazione romana si affiancarono le redazioni locali, come quella di Milano, di Torino, di  Bologna, di Palermo, di Napoli, di Venezia, di Genova e di Taranto.
Dal n. 15, gennaio 1969 la rivista, pur riportando sempre la scritta "giornale mensile" venne effettivamente pubblicata ogni due mesi, fino all'ultimo numero che riporta la data, luglio 1969.
I fascicoli di "Quindici" avevano una impostazione elegante ma sobria e non erano  ristretti al campo letterario ma aperti alla politica, al costume e alle scienze umane.
Il giornale, nel presentare il primo numero affermava di voler essere "parziale e contraddittorio", di sperare di "diffondere dei dubbi e di rovinare alcune certezze: di essere, insomma, un sano elemento di disordine".
All'inizio, infatti, su "Quindici" comparvero saggi di Edoardo Sanguineti (La letteratura della crudeltà, n. 1), di Angelo Guglielmi (L'Avanguardia adulterata, n. 1, e I nostri romanzi, n. 2), di Antonio Porta (Tre ipotesi contro la normalizzazione dello scrittore, n. 1), di Carmelo Bene (Nuovo teatro un laboratorio collettivo, n. 2).
Presto però la rivista  cominciò a dare spazi sempre più ampi alla concreta realtà delle lotte che si andavano sviluppando e a poco a poco, divenne il portavoce della contestazione studentesca.
Già nel n. 3 dell'agosto 1967 era uscito un articolo su Che Guevara, ma sarà con il n. 7 che inizieranno ad essere pubblicati i documenti del Movimento Studentesco.
L'adesione alle tematiche sessantottine portarono una disgregazione  in "Quindici" che nel 1969, proprio nel momento di maggiori vendite, cesserà con il n. 19 le pubblicazioni per le difficoltà del gruppo redazionale ad affrontare nuove ipotesi culturali e una diversa qualità d'impegno politico.
Altri collaboratori furono Giulia Niccolai, Andrea Barbato, Elio Pagliarani, Alberto Arbasino, Umberto Eco, Furio Colombo, Renato Barilli, Angelo Guglielmi, Enrico Filippini, Giorgio Manganelli, Adriano Spatola, Nico Orengo, Michele Perriera, Ignazio Buttitta, Giovanni Battista Zorzoli, Cesare Milanese, Giorgio Celli, Gianni Celati, Corrado Costa, Furio Jesi, Mario Perniola ecc.
Da quel momento le scelte dei redattori saranno differenti. Alcuni prenderanno la strada dell'operaismo, altri del lavoro nell'industria, altri daranno il via a nuove riviste, ma nessuno tenterà di riprendere l'esperienza di "Quindici", dimostrando così che una fase importante di politica e cultura era terminata.
La rivista nella sua integrità è stata pubblicata a cura di Nanni Balestrini in volume da Feltrinelli nel 2008.